# Moissey
Moissey är en kommun i departementet Jura i regionen Bourgogne-Franche-Comté i östra Frankrike. Kommunen ligger i kantonen Montmirey-le-Château som tillhör arrondissementet Dole. År 2022 hade Moissey 565 invånare.

## Befolkningsutveckling
Antalet invånare i kommunen Moissey
Referens:INSEE